# Neder-Lausitzs voetbalkampioenschap 1922/23
In 1922/23 werd het vijftiende Neder-Lausitzs voetbalkampioenschap gespeeld, dat georganiseerd werd door de Zuidoost-Duitse voetbalbond. 
De competitie werd geherstructureerd. Er werden drie groepen van zes clubs gemaakt en de drie winnaars namen het nog tegen elkaar op in de eindronde. 
Cottbuser FV 1898 werd kampioen en plaatste zich voor de Zuidoost-Duitse eindronde. De club werd derde en was uitgeschakeld.

## Bezirksliga

### Gau Forst
| Plaats | Club                      | Wed. | W | G | V | Saldo | Ptn. |
| ------ | ------------------------- | ---- | - | - | - | ----- | ---- |
| 1.     | FC Viktoria Forst         | 10   | 9 | 0 | 1 | 57:9  | 18:2 |
| 2.     | FC Askania Forst          | 10   | 6 | 2 | 2 | 28:13 | 14:6 |
| 3.     | FC Deutschland 1901 Forst | 10   | 5 | 1 | 4 | 15:16 | 11:9 |
| 4.     | VfB 1901 Forst            | 10   | 3 | 1 | 6 | 10:26 | 7:13 |
| 5.     | SV Amicitia 1900 Forst    | 10   | 1 | 3 | 6 | 12:27 | 5:15 |
| 6.     | MTV Guben                 | 10   | 2 | 1 | 7 | 13:14 | 5:15 |

|  | Geplaatst voor finaleronde      |
|  | Wedstrijd voor de vijfde plaats |

#### Wedstrijd voor de vijfde plaats
|              |                        |   |           |  |
| 8 april 1923 | SV Amicitia 1900 Forst | ? | MTV Guben |  |
| 8 april 1923 |                        |   |           |  |

De uitslag is niet meer bekend, enkel dat Amicitia won, Guben moest nog tegen de kampioen van de Kreisklasse spelen voor het behoud.

#### Promotie/degradatie play-off
|             |                 |       |           |       |
| 8 juli 1923 | TS Berge- Forst | 3 - 5 | MTV Guben | Berge |
| 8 juli 1923 |                 |       |           | Berge |

|              |           |       |                |       |
| 15 juli 1923 | MTV Guben | 7 - 0 | TS Berge-Forst | Guben |
| 15 juli 1923 |           |       |                | Guben |

### Gau Cottbus
| Plaats | Club                        | Wed. | W  | G | V  | Saldo | Ptn.  |
| ------ | --------------------------- | ---- | -- | - | -- | ----- | ----- |
| 1.     | Cottbuser FV 1898           | 12   | 10 | 0 | 2  | 41:11 | 20:4  |
| 2.     | FV Brandenburg 1899 Cottbus | 12   | 7  | 3 | 2  | 27:10 | 17:7  |
| 3.     | SC Union 05 Cottbus         | 12   | 7  | 0 | 5  | 23:29 | 14:14 |
| 4.     | Cottbuser SC 1896           | 12   | 4  | 3 | 5  | 25:21 | 11:13 |
| 5.     | SC Wacker 09 Ströbitz       | 12   | 5  | 1 | 6  | 25:26 | 11:13 |
| 6.     | TV 1861 Cottbus             | 12   | 3  | 1 | 8  | 19:42 | 7:17  |
| 7.     | SC Viktoria 1897 Cottbus    | 12   | 2  | 0 | 10 | 11:32 | 4:20  |

|  | Geplaatst voor finaleronde |

### Gau Senftenberg
| Plaats | Club                         | Wed. | W | G | V | Saldo | Ptn. |
| ------ | ---------------------------- | ---- | - | - | - | ----- | ---- |
| 1.     | SC Corona 1910 Neupetershain | 9    | 8 | 1 | 0 | 24:2  | 17:1 |
| 2.     | VfB Senftenberg 1910         | 7    | 5 | 1 | 1 | 18:8  | 11:3 |
| 3.     | VfB Klettwitz                | 8    | 5 | 1 | 2 | 18:14 | 11:5 |
| 4.     | SV Hoyerswerda 1919          | 8    | 3 | 0 | 5 | 1:23  | 6:10 |
| 5.     | FC Viktoria 1911 Kostebrau   | 9    | 2 | 1 | 6 | 7:15  | 5:13 |
| 6.     | SC Askania 1911 Zschipkau    | 9    | 0 | 0 | 9 | 5:11  | 0:18 |

|  | Geplaatst voor finaleronde     |
|  | Degradatie naar de Kreisklasse |

## Finaleronde
| Plaats | Club                         | Wed. | W | G | V | Saldo | Ptn |
| ------ | ---------------------------- | ---- | - | - | - | ----- | --- |
| 1.     | Cottbuser FV 1898            | 2    | 2 | 0 | 0 | 4:2   | 4:0 |
| 2.     | FC Viktoria Forst            | 2    | 1 | 0 | 1 | 11:2  | 2:2 |
| 3.     | SC Corona 1910 Neupetershain | 2    | 0 | 0 | 2 | 1:12  | 0:4 |

|  | Kampioen |